# Primavera de Destroços
Primavera de Destroços é o nono álbum do grupo português Mão Morta, lançado em 2001.

## Descrição do álbum
Trata-se do regresso da banda às canções avulsas, num misto da sonoridade rock típica do grupo, das electrónicas herdadas do anterior álbum Muller no Hotel Hessischer Hof e das incursões por belíssimas canções bêbadas. O tema-título deveria ter tido direito a uma secção de cordas escrita por José Mário Branco, mas acabou um fabuloso tema gótico. William Burroughs é convocado para "Humano", "Tu Disseste" é uma das letras mais inspiradas de Adolfo e "Cão de Morte" é praticamente insuperável na sua condição de canção-com-rastilho.

## Curiosidades
O título é retirado do tema que encerra o álbum, uma velha canção da banda Auaufeiomau, da autoria de Zé dos Eclipses. O disco recupera um outro tema dos Auaufeiomau e textos do espectáculo de spoken word Epístolas da Guerra, de Adolfo Luxúria Canibal. Editado em CD, em 23 de Março de 2001, pela editora NorteSul, do grupo Valentim de Carvalho CI, SA, com a referência 560 5231 0095 22. Em 3 de Abril de 2001 o álbum atingiu o 27.º lugar do Top Nacional de Vendas. Em 12 de Novembro de 2002 recebe o Prémio Blitz - 2001 para Melhor Álbum Nacional.

## Faixas
1. Cão da Morte (Adolfo Luxúria Canibal / Miguel Pedro)
2. Arrastando o Seu Cadáver (Adolfo Luxúria Canibal / António Rafael)
3. Tu Disseste (Adolfo Luxúria Canibal / Miguel Pedro)
4. Penso que Penso (Adolfo Luxúria Canibal / Miguel Pedro)
5. Gin Tonic (Carlos Corais / Miguel Pedro)
6. O Jardim (Adolfo Luxúria Canibal / António Rafael)
7. Humano (Adolfo Luxúria Canibal / Miguel Pedro)
8. Nada a Perder (Adolfo Luxúria Canibal / Miguel Pedro)
9. O Combate (Adolfo Luxúria Canibal / Miguel Pedro)
10. Primavera de Destroços (Zé dos Eclipses / Zé dos Eclipses)

## Ficha Técnica
Adolfo Luxúria Canibal – voz, sintetizador /
Miguel Pedro – bateria, programações, sintetizador, samplers, guitarra, saxofone, vibrafone, baixo /
António Rafael – guitarra, baixo, órgão, piano, vibrafone /
Sapo – guitarra /
Vasco Vaz – guitarra /
Marta Abreu – baixo /
José Pedro Moura – baixo, programações /
Alberto Jorge – contrabaixo /
Radjid – saxofone /
Filk – trompete /
Patrícia Antunes – voz /
Patrícia Silveira – voz 
Gravado em Abril de 2000 por Nelson Carvalho, assistido por Nuno Couto, nos Estúdios Kasbah – Porto e em Outubro e Novembro de 2000 por Nelson Carvalho, assistido por Saul Patinho, nos Estúdios AreaMaster – Vigo e misturado em Dezembro de 2000 por Nelson Carvalho, assistido por Luís Caldeira e Artur David, nos Estúdios de Paço D’Arcos – Oeiras. Masterizado em Fevereiro de 2001 por Mandy Parnell no Exchange Studio – Londres. 
Produção de Miguel Pedro.
Capa de Sónia Teixeira Pinto sobre fotografia de Daniel Blaufuks.